# Sant Salvador de Bellprat
Sant Salvador de Bellprat és una església barroca de Bellprat (Anoia) inclosa a l'Inventari del Patrimoni Arquitectònic de Catalunya.

## Descripció
D'una nau, planta rectangular. Façana amb el campanar incorporat que presenta dues obertures per les campanes i una petita finestreta per il·luminar l'interior d'aquesta edificació. El portal és rectangular.

## Història
El poble es va desenvolupar al voltant d'aquesta església datada l'any 1641. L'església de Sant Jaume de Queralt li era sufragània. Són copatrons Sant Antoni Abat i Sant Isidre Llaurador, significació del caràcter agrícola i ramader de la població.